# 21. Unterseebootsflottille
De 21. Unterseebootsflottille was een opleidingseenheid van de Duitse Kriegsmarine. De eenheid werd in 1935 opgericht en kwam onder leiding te staan van Kurt Slevogt.
Eenenvijftig U-Boten maakten tijdens het bestaan van de eenheid deel uit van de 21. Unterseebootsflottille. In de eerste jaren was de eenheid officieel een Schulverband, maar in 1937 werd het omgevormd tot een Unterseebootsflottille. De eenheid zat in haar eerste jaren gevestigd in Kiel en werd in mei 1937 overgeplaatst naar Neustadt. In juli 1941 werd de eenheid overgeplaatst naar Pillau. Tijdens de opleiding werd de bemanningsleden de basisvaardigheden bijgeleerd. In maart 1945 werd de eenheid vanwege het oprukkende Rode Leger officieel opgeheven.

## Commandanten
- 1935 - Oktober 1937 - Kapitän zur See Kurt Slevogt[1]
- November 1937 - Maart 1940 - Kapitänleutnant Heinz Beduhn[1]
- Maart 1940 - Juni 1943 - Korvettenkapitän Paul Büchel[1]
- Juni 1943 - September 1944 - Korvettenkapitän Otto Schuhart[1]
- September 1944 - Maart 1945 - Kapitänleutnant Herwig Collmann[1]